# Gus Johnson (Musiker)
Gus Johnson (* 15. November 1913 in Tyler, Texas; † 6. Februar 2000 in Westminster, Colorado) war ein US-amerikanischer Jazz-Schlagzeuger.
Johnson spielte Klavier, bevor er Bass und Schlagzeug studierte. Bereits im Alter von zehn Jahren trat er im Lincoln Theatre in Houston auf. Er arbeitete mit McDavid's Blue Rhythm Boys und Lloyd Hunter und gründete nach dem Abschluss der Highschool in Kansas City eine eigene Vokalgruppe, die Four Rhythm Aces.
Mitte der 1930er Jahre arbeitete er unter Bandleadern wie Jo Jones und Speck Redd, bevor er 1938 der Band des Pianisten Jay McShann beitrat, der zu der Zeit auch Charlie Parker angehörte. Unter McShann spielte er seine ersten Aufnahmen als Pianist ein. 1943 kam er zur US Army. Nach dem Ende des Zweiten Weltkrieges trat er zunächst mit Jesse Miller, Eddie „Cleanhead“ Vinson, Earl Hines und Cootie Williams auf.
1949 wurde er Mitglied von Count Basies Combo und 1950 von dessen neu gegründetem Orchester. Seit 1954 arbeitete er als Begleiter der Sängerinnen Lena Horne und Ella Fitzgerald und war daneben Mitglied der Bands von Buck Clayton (1955–57) und Woody Herman (1959). Außerdem spielte er in dieser Zeit Aufnahmen mit der Gerry Mulligan Concert Jazz Band, Coleman Hawkins, Johnny Hodges, Zoot Sims, Al Cohn, Ralph Sutton und Stan Getz ein.
1969 wurde er Mitglied der von Yank Lawson und Bob Haggart geleiteten The World’s Greatest Jazz Band, der er bis 1974 angehörte. Hier spielte er Aufnahmen mit den Pianisten Ralph Sutton und Jay McShann sowie Eddie Lockjaw Davis ein.
1974 setzte er sich in Denver zur Ruhe, trat aber noch gelegentlich auf und spielte Aufnahmen ein, so 1979 mit Count Basie und 1983 mit Peanuts Hucko. Sein letztes öffentliches Konzert gab er 1990 in Bern mit Jay McShann, Ralph Sutton und Milt Hinton.